# Glyptotendipes ospeli
Glyptotendipes ospeli är en tvåvingeart som beskrevs av Contreras-lichtenberg och Kiknadze 2000. Glyptotendipes ospeli ingår i släktet Glyptotendipes och familjen fjädermyggor.
Artens utbredningsområde är Nederländerna. Inga underarter finns listade i Catalogue of Life.